# H.C. Ørsted Institutet
H.C. Ørsted Institutet er et bygningkompleks opført i Universitetsparken, som er en del af Københavns Universitet. Det blev bygget 1955-1962, og blev tegnet af Eva og Nils Koppel,  og er blevet opkaldt efter den danske fysiker og kemiker H.C. Ørsted.
Bygninger huser de matematiske, kemiske og fysiske fag.
Carl-Henning Pedersen har udført en stor mosaikudsmykning i en af indgangshallerne fra 1960-1965 kaldet Kosmisk hav.